# American Basketball Association 1970-1971
La stagione della American Basketball Association 1970-1971 fu la quarta edizione del campionato ABA. I campioni furono gli Utah Stars, che sconfissero in finale i Kentucky Colonels.

## Squadre partecipanti
- Carolina Cougars
- Denver Rockets
- Indiana Pacers
- Kentucky Colonels
- Memphis Pros
- N.Y. Nets

- Pittsburgh Condors
- Texas Chaparrals
- The Floridians
- Utah Stars
- Virginia Squires

## Classifica finale
Eastern Division
| Squadra            | V  | P  | %    | GB |
| ------------------ | -- | -- | ---- | -- |
| Virginia Squires   | 55 | 29 | 65,5 | -  |
| Kentucky Colonels  | 44 | 40 | 52,4 | 11 |
| New York Nets      | 40 | 44 | 47,6 | 15 |
| The Floridians     | 37 | 47 | 44,0 | 18 |
| Pittsburgh Condors | 36 | 48 | 42,9 | 19 |
| Carolina Cougars   | 34 | 50 | 40,5 | 21 |

Western Division
| Squadra          | V  | P  | %    | GB |
| ---------------- | -- | -- | ---- | -- |
| Indiana Pacers   | 58 | 26 | 69,0 | -  |
| Utah Stars       | 57 | 27 | 67,9 | 1  |
| Memphis Pros     | 41 | 43 | 48,8 | 17 |
| Denver Rockets   | 30 | 54 | 35,7 | 28 |
| Texas Chaparrals | 30 | 54 | 35,7 | 28 |

## Vincitore
| Campione ABA 1970-1971 |
| ---------------------- |
| Utah Stars (1º titolo) |

## Statistiche
| Categoria         | Giocatore       | Squadra           | Stat |
| ----------------- | --------------- | ----------------- | ---- |
| Punti per gara    | Dan Issel       | Kentucky Colonels | 29,9 |
| Rimbalzi per gara | Mel Daniels     | Indiana Pacers    | 18,0 |
| Assist per gara   | Bill Melchionni | New York Nets     | 8,3  |
| FG%               | Zelmo Beaty     | Utah Stars        | 55,4 |
| FT%               | Mike Butler     | Utah Stars        | 91,1 |
| 3FG%              | George Lehmann  | Carolina Cougars  | 40,3 |

## Premi ABA
- ABA Most Valuable Player Award: Mel Daniels, Indiana Pacers
- ABA Rookie of the Year Award: Dan Issel, Kentucky Colonels e Charlie Scott, Virginia Squires
- ABA Coach of the Year Award: Al Bianchi, Virginia Squires
- ABA Playoffs Most Valuable Player: Zelmo Beaty, Utah Stars
- All-ABA First Team:
  - Roger Brown, Indiana Pacers
  - Rick Barry, New York Nets
  - Mel Daniels, Indiana Pacers
  - Mack Calvin, The Floridians
  - Charlie Scott, Virginia Squires
- All-ABA Second Team:
  - John Brisker, Pittsburgh Condors
  - Joe Caldwell, Carolina Cougars
  - Zelmo Beaty, Utah Stars (pari)
  - Dan Issel, Kentucky Colonels (pari)
  - Donnie Freeman, Texas Chaparrals
  - Larry Cannon, Denver Rockets
- All-Rookie Team:
  - Joe Hamilton, Texas Chaparrals
  - Wendell Ladner, Memphis Pros
  - Dan Issel, Kentucky Colonels
  - Sam Robinson, The Floridians
  - Charlie Scott, Virginia Squires